# AMIX
AMIX (Amiga UNIX) ist ein kommerzielles UNIX-Betriebssystem der Firma Commodore und speziell auf die Amiga-Rechner der Firma ausgerichtet. In den 1990er Jahren entwickelt, galt das 68k-basierende Unix-Derivat als eine der besten Implementierungen von System V R4, die seinerzeit verfügbar waren.
Das Betriebssystem gab es für den Amiga 2500 (ein Amiga 2000 mit 68020-Karte mit PMMU bzw. später 68030-CPU und A2091-SCSI-Karte) und in Folge auch für den Amiga 3000. Es wurde von Commodore als 150-MB-Bandkassette für ein externes SCSI-Bandlaufwerk A3070 ausgeliefert.
Die Auslieferung in Deutschland wurde auf der AMIGA 1991 in Köln (der Commodore-Amiga-Hausmesse) mit einem damals führenden Versandhändler durch eine entsprechend große Order ermöglicht. Als Mitglied des UNIX International Arbeitskreis Deutschland e. V. hat sich Commodore damals für UNIX auf dem Desktop eingesetzt. Weniger als 1.000 Exemplare kamen in den Markt. Das OS wurde bis zur Release 2.1 weiterentwickelt.
Eingesetzt wurde das System lediglich kurze Zeit auf den 68030-basierenden Amiga-2500-UX- und Amiga-3000UX-Modellen – danach wurde die Entwicklermannschaft aufgelöst und die Vermarktung eingestellt.
Es gab davor die Chance, über einen namhaften Workstation-Hersteller eine größere Zahl Maschinen als OEM-Ware zu verkaufen – was jedoch nie eintrat: Sun bot Commodore an, die A3000- und A4000-Reihe zusammen mit einem UNIX-Betriebssystem als Low-End-Ergänzung zu Suns Workstations zu vermarkten. Commodore lehnte dankend ab und verpasste damit nicht nur ein potentiell gutes Geschäft, sondern nach Ansicht vieler Beobachter auch die Gelegenheit, das kommerzielle Image seiner Amiga-Reihe zu heben.
Heute existieren als Alternative Linux68k bzw. NetBSD.
Parallel hatte Commodore SCO-UNIX in Partnerschaft mit Garmhausen & Partner für seine PC-Serie im Vertrieb. AmigaOS blieb aber dominant und wegweisend für die weitere Entwicklung des Amigas und verwandter Systeme. Gleichzeitig begann  Linus Torvalds Linux zu entwickeln und es entstand eine aktive Community um das System.